# Armoiries des Fidji
Les armoiries des Fidji furent octroyées par lettre royale le 4 juillet 1908 et officiellement adoptées le 30 septembre 1970. Le blason faisait partie des armoiries coloniales et fait également partie du drapeau national.

## Description
Les éléments du blason sont :
- un champ d'argent quarté par une croix de gueules, qui représente la croix de saint Georges, symbole de l'Angleterre, avec une frange de gueules située au chef et chargée d'un léopard passant d'or, un des trois léopards de Normandie qui figurent sur le blason de l'Angleterre, et qui soutient une plante de cacao ;
- dans le premier quart, on peut voir trois cannes à sucre ;
- dans le deuxième quart, un cocotier ;
- dans le troisième, une colombe avec un rameau d'olivier, symboles de la paix ;
- dans le quatrième, un régime de bananes ;
- deux guerriers fidjiens, vêtus de pagnes, l'un portant une lance, l'autre portant un ananas ;
- le tout est surmonté d'un canoë voilé ;
- dans la partie inférieure du blason, sur une ceinture rose, on peut lire la devise nationale : Rerevaka na Kalou ka doka na Tui (« Crains Dieu et honore le roi/la reine »)[2].

## Historique
Le royaume de Fidji devient une colonie de la couronne de l'Empire britannique le 10 octobre 1874. En 1908, un mandat royal accorde aux îles leurs propres armoiries, destinées à être britanniques,. Malgré cela, elles incorporent des symboles Fidji. Les armoiries sont finalement utilisées sur le drapeau du territoire, avec toutefois quelques modifications : agrandissement du bouclier, suppression de la crête, des supports et de la devise, ne laissant que l'écusson intact.
Lorsque les Fidji obtiennent leur indépendance le 10 octobre 1970, elles décident de conserver leurs armoiries de l'époque coloniale, y compris la citation de la bible en devise.